# Bactrocera simulata
Bactrocera simulata är en tvåvingeart som först beskrevs av Malloch 1939.  Bactrocera simulata ingår i släktet Bactrocera och familjen borrflugor. Inga underarter finns listade.